# Tarerach
Tarerach (prononcé [taʁeʁak] ; nommée également Tarérach non officiellement) est une commune française située dans le nord du département des Pyrénées-Orientales, en région Occitanie. Sur le plan historique et culturel, la commune est dans le pays de Conflent, correspondant à l'ensemble des vallées pyrénéennes qui « confluent » avec le lit creusé par la Têt entre Mont-Louis et Rodès.
Exposée à un climat océanique altéré, elle est drainée par la rivière de Tarérach et par un autre cours d'eau. La commune possède un patrimoine naturel remarquable composé de trois zones naturelles d'intérêt écologique, faunistique et floristique.
Tarerach est une commune rurale qui compte 43 habitants en 2022, après avoir connu un pic de population de 172 habitants en 1846. Elle fait partie de l'aire d'attraction de Perpignan. Ses habitants sont appelés les Tarerachois ou Tarerachoises.

## Géographie

### Localisation
La commune de Tarerach se trouve dans le département des Pyrénées-Orientales, en région Occitanie.
Elle se situe à 32 km à vol d'oiseau de Perpignan, préfecture du département, à 10 km de Prades, sous-préfecture, et à 32 km de Rivesaltes, bureau centralisateur du canton de la Vallée de l'Agly dont dépend la commune depuis 2015 pour les élections départementales.
La commune fait en outre partie du bassin de vie d'Ille-sur-Têt.
Les communes les plus proches sont :
Trévillach (3,1 km), Arboussols (3,3 km), Campoussy (4,1 km), Montalba-le-Château (4,8 km), Pézilla-de-Conflent (5,5 km), Vinça (5,6 km), Marquixanes (5,6 km), Trilla (5,6 km).
Sur le plan historique et culturel, Tarerach fait partie de la région de Conflent, héritière de l'ancien comté de Conflent et de la viguerie de Conflent. Ce pays correspond à l'ensemble des vallées pyrénéennes qui « confluent » avec le lit creusé par la Têt entre Mont-Louis, porte de la Cerdagne, et Rodès, aux abords de la plaine du Roussillon.

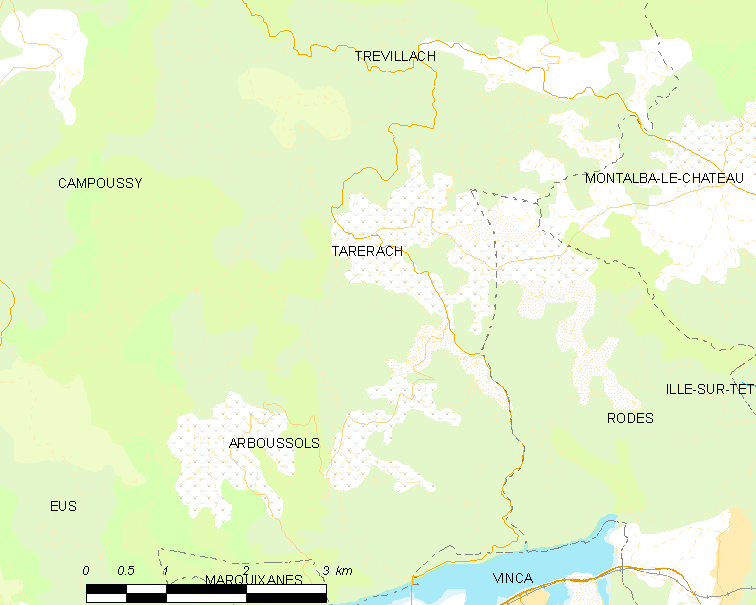
Situation de la commune.

|           | Trévillach |       |
| Campoussy | Tarerach   | Rodès |
|           | Arboussols |       |

### Géologie et relief

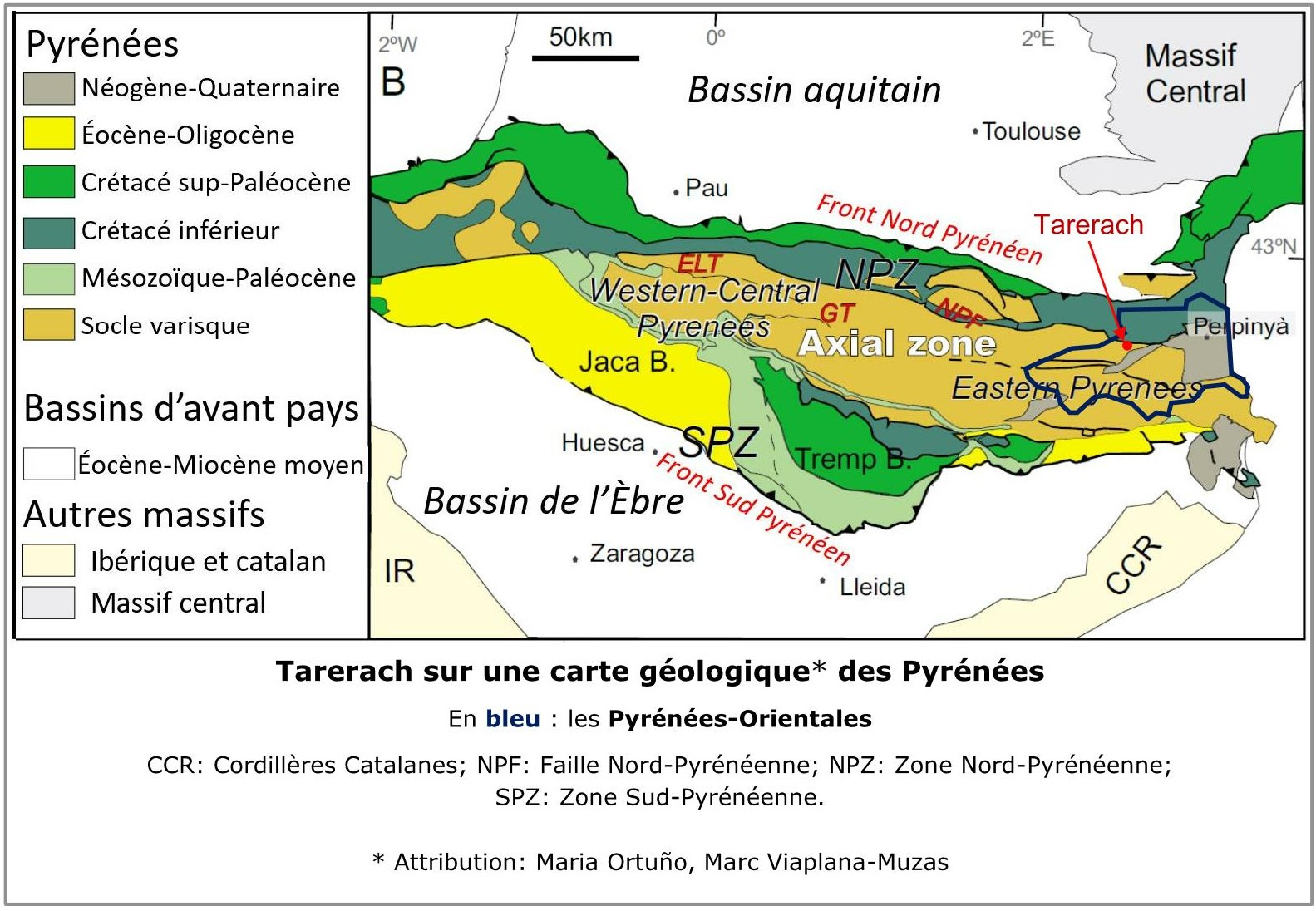
Tarerach sur une carte géologique des Pyrénées.

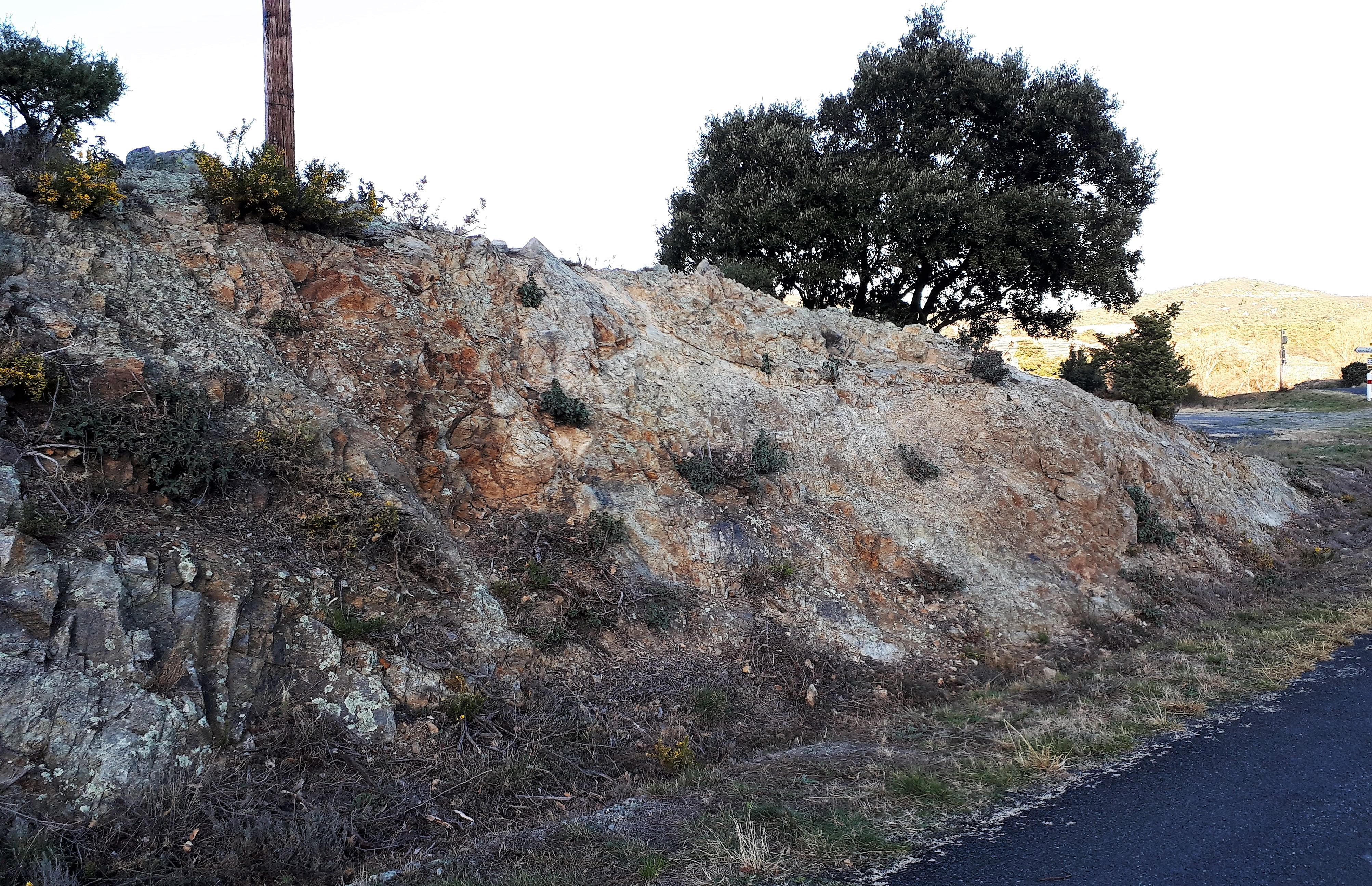
Affleurement granitique à 400 mètres à l'est du village de Tarerach.

La commune de Tarerach est entièrement située sur le grand "pluton" de Millas, une intrusion ignée de granit (sous diverses formes), déposé dans des formations paléozoïques plus anciennes, il y a environ 300 millions d'années, lors de l'orogenèse hercynienne,.
Ce pluton est aujourd'hui situé dans la partie nord de la zone axiale de la chaîne des Pyrénées, dans le secteur oriental de cette chaîne de montagnes.
Une carrière de feldspath, exploité pour la céramique, est située à environ quatre kilomètres au sud-est de Tarerach,.

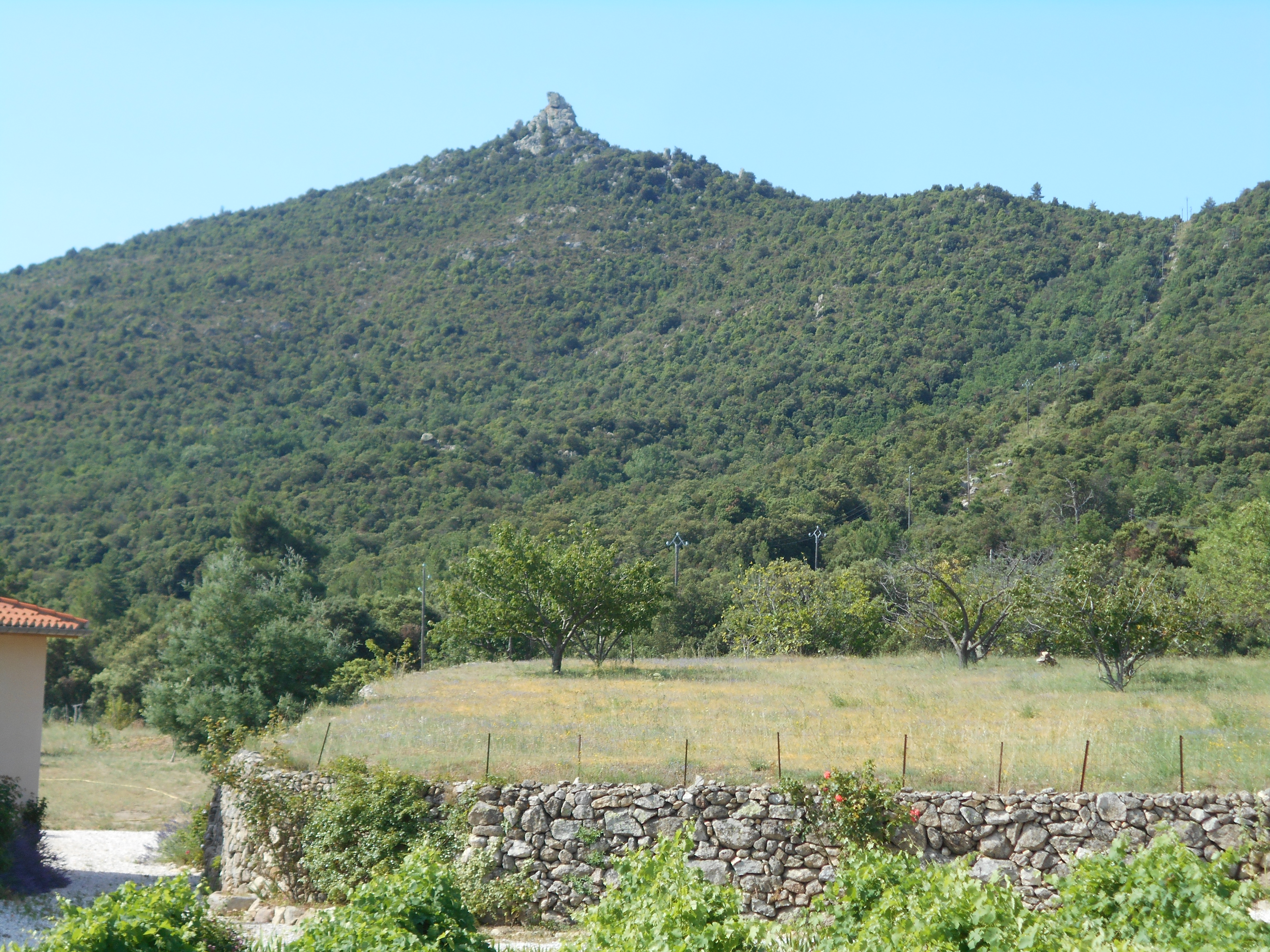
Roc del Moro

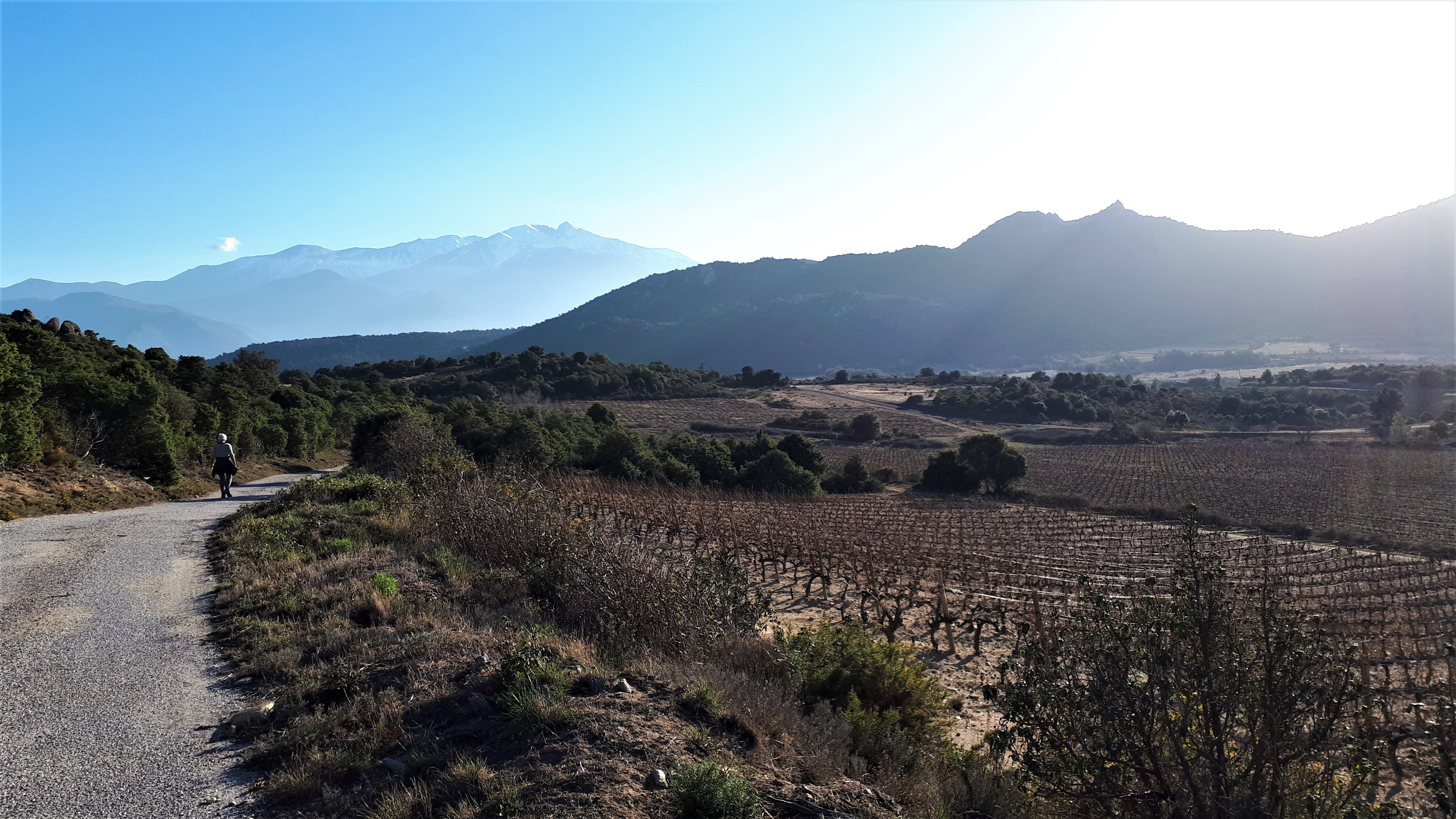
Le bassin viticole de Tarerach.

Le point le plus bas de la commune se situe à une altitude de 350 mètres, dans le fond de l'étroite vallée de la Ribera de Tarerac (qui occupe le secteur sud de la commune). Le point culminant de la commune se situe à un peu plus de 850 mètres d'altitude, près du Roc de Curet, sur une crête à l'ouest du village de Tarerach.
Plus au sud, le long de cette crête, située à la limite ouest de la commune, se trouvent les "tors" granitiques de forme caractéristique du Roc del Cucut et du Roc del Moro.
A l'est du village de Tarerach se trouve un bassin important, au relief doux, à une altitude d'environ 500 mètres. Prolongement occidental d'un bassin similaire autour de Montalba-le-Château, ce bassin s'est formé à la suite d'une profonde altération chimique et mécanique du granit, les produits de cette altération ayant ensuite été enlevés, du moins en partie, par l'érosion fluviale et éolienne. Une grande partie du bassin est encore recouverte de couches de ces produits d'altération (saprolite à grains fins et arène, à gros grains). Ces dépôts ont rendu la terre apte à la culture, et en effet ce bassin est une enclave viticole notable,.
La limite occidentale de ce bassin, derrière le village de Tarerach, est marquée par un escarpement abrupt de quelque 300 mètres de haut (voir l'image Vue générale de Tarerach ci-dessus). Comme l'illustre la carte géologique, cet escarpement se trouve dans une zone de failles au sein du massif granitique et on pense qu'l'escarpement a été généré par une faille néotectonique. Cependant, la nature relativement dégradée de cet escarpement suggère qu'il n'a pas été soumis à une activité tectonique très récente.
La commune est classée en zone de sismicité 3, correspondant à une sismicité modérée.

### Climat
Pour des articles plus généraux, voir Climat de l'Occitanie et Climat des Pyrénées-Orientales.
En 2010, le climat de la commune est de type climat méditerranéen altéré, selon une étude du CNRS s'appuyant sur une série de données couvrant la période 1971-2000. En 2020, Météo-France publie une typologie des climats de la France métropolitaine dans laquelle la commune est exposée à un climat de montagne ou de marges de montagne et est dans la région climatique Pyrénées orientales, caractérisée par une faible pluviométrie, un très bon ensoleillement (2 600 h/an), un air sec, particulièrement en hiver et peu de brouillards.
Pour la période 1971-2000, la température annuelle moyenne est de 12,7 °C, avec une amplitude thermique annuelle de 14,8 °C. Le cumul annuel moyen de précipitations est de 849 mm, avec 7,1 jours de précipitations en janvier et 4,2 jours en juillet. Pour la période 1991-2020, la température moyenne annuelle observée sur la station météorologique la plus proche, située sur la commune d'Eus à 6 km à vol d'oiseau, est de 13,6 °C et le cumul annuel moyen de précipitations est de 539,8 mm,. Pour l'avenir, les paramètres climatiques de la commune estimés pour 2050 selon différents scénarios d’émission de gaz à effet de serre sont consultables sur un site dédié publié par Météo-France en novembre 2022.

### Milieux naturels et biodiversité
L’inventaire des zones naturelles d'intérêt écologique, faunistique et floristique (ZNIEFF) a pour objectif de réaliser une couverture des zones les plus intéressantes sur le plan écologique, essentiellement dans la perspective d’améliorer la connaissance du patrimoine naturel national et de fournir aux différents décideurs un outil d’aide à la prise en compte de l’environnement dans l’aménagement du territoire.
Deux ZNIEFF de type 1 sont recensées sur la commune :
les « coteaux du Fenouillèdes et Roc del Maure » (1 147 ha), couvrant 5 communes du département et
le « plateau de Rodès et de Montalba » (2 677 ha), couvrant 5 communes du département
et une ZNIEFF de type 2, :
le « massif du Fenouillèdes » (34 157 ha), couvrant 40 communes dont une dans l'Aude et 39 dans les Pyrénées-Orientales.

Carte des ZNIEFF de type 1 et 2 à Tarerach.
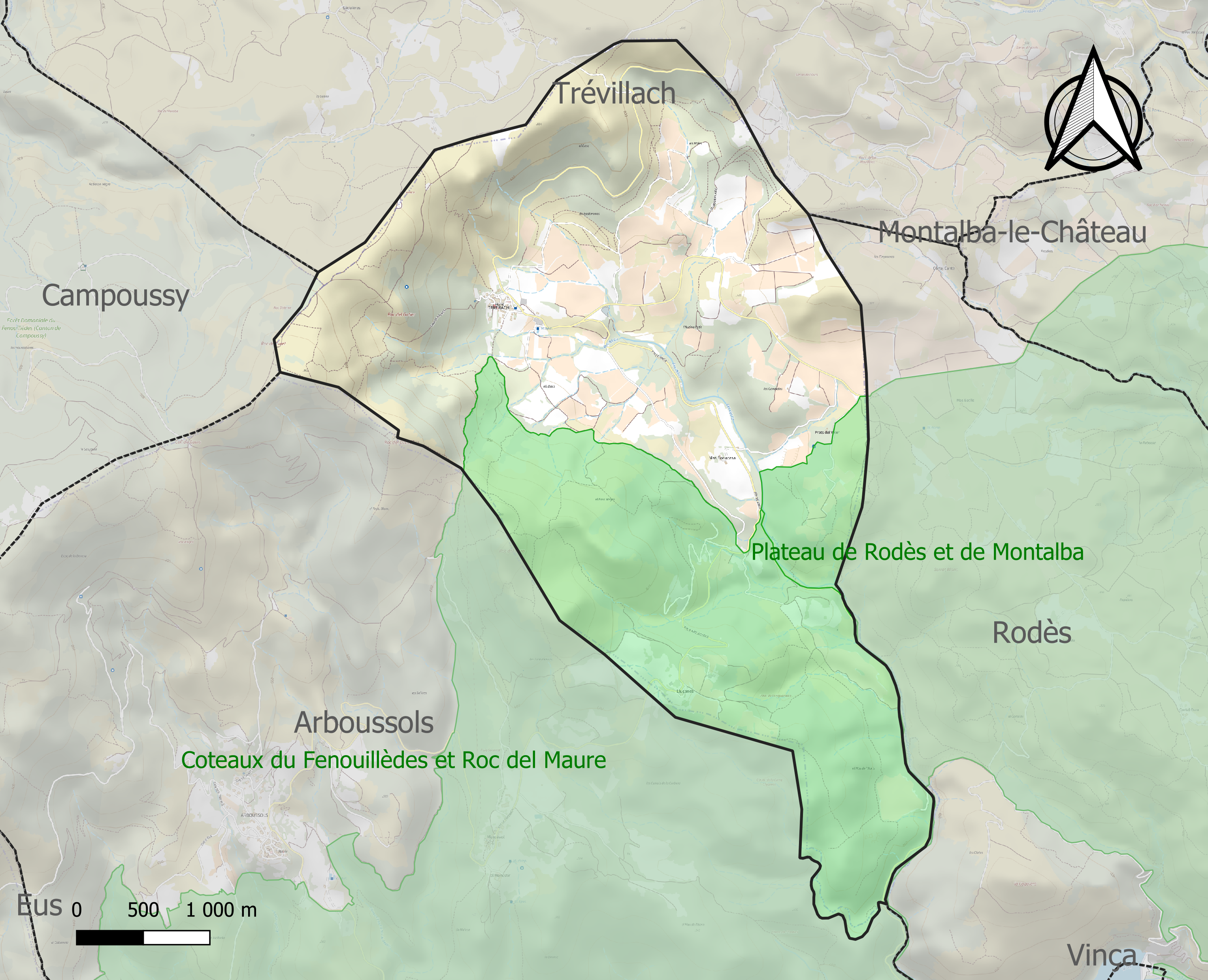
Carte des ZNIEFF de type 1 sur la commune.
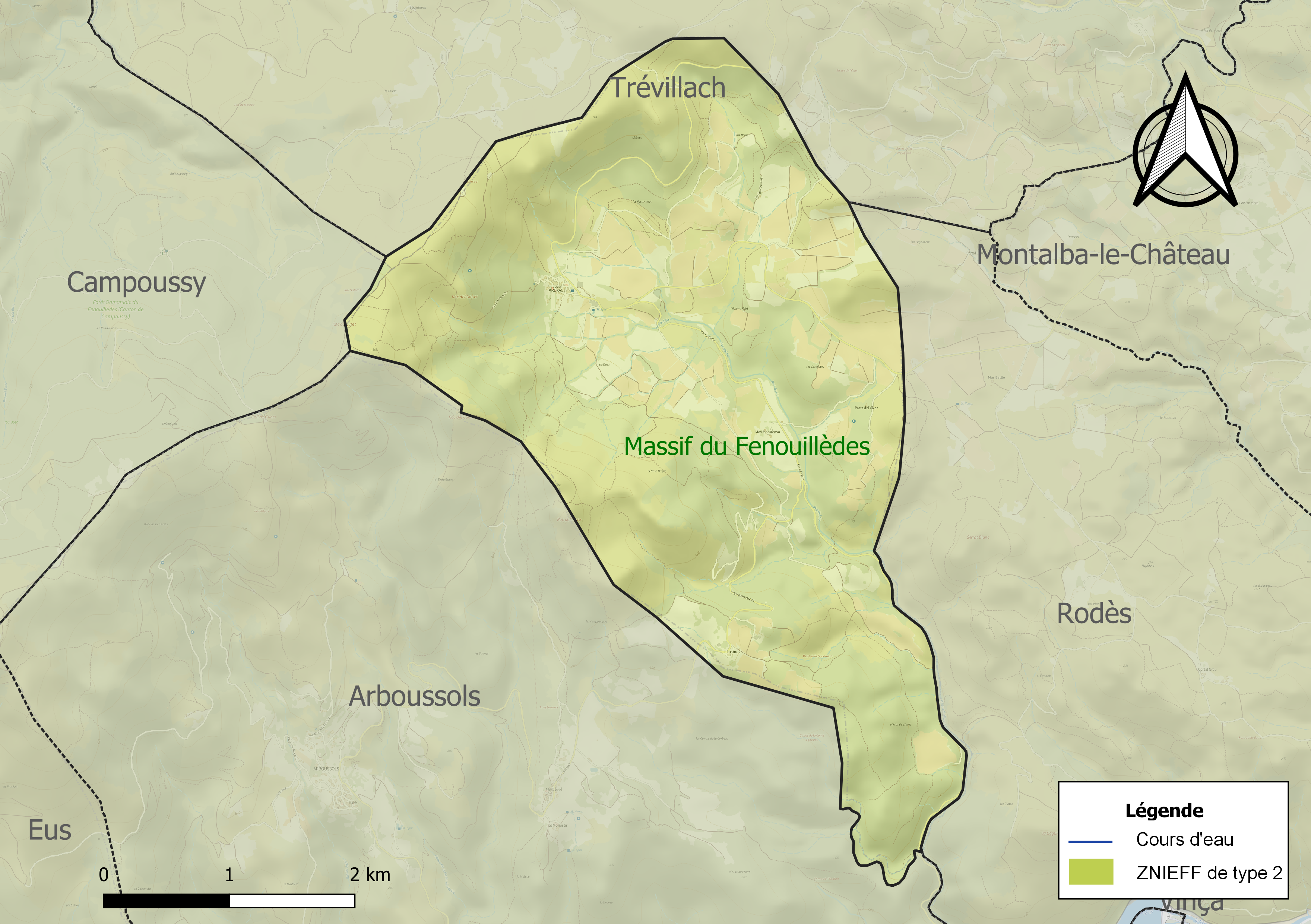
Carte de la ZNIEFF de type 2 sur la commune.

## Urbanisme

### Typologie
Au 1er janvier 2024, Tarerach est catégorisée commune rurale à habitat très dispersé, selon la nouvelle grille communale de densité à sept niveaux définie par l'Insee en 2022.
Elle est située hors unité urbaine. Par ailleurs la commune fait partie de l'aire d'attraction de Perpignan, dont elle est une commune de la couronne,. Cette aire, qui regroupe 118 communes, est catégorisée dans les aires de 200 000 à moins de 700 000 habitants,.

### Occupation des sols
L'occupation des sols de la commune, telle qu'elle ressort de la base de données européenne d’occupation biophysique des sols Corine Land Cover (CLC), est marquée par l'importance des forêts et milieux semi-naturels (63,6 % en 2018), en diminution par rapport à 1990 (66,9 %). La répartition détaillée en 2018 est la suivante :
milieux à végétation arbustive et/ou herbacée (63,6 %), cultures permanentes (29,6 %), zones agricoles hétérogènes (6,8 %). L'évolution de l’occupation des sols de la commune et de ses infrastructures peut être observée sur les différentes représentations cartographiques du territoire : la carte de Cassini (XVIIIe siècle), la carte d'état-major (1820-1866) et les cartes ou photos aériennes de l'IGN pour la période actuelle (1950 à aujourd'hui).

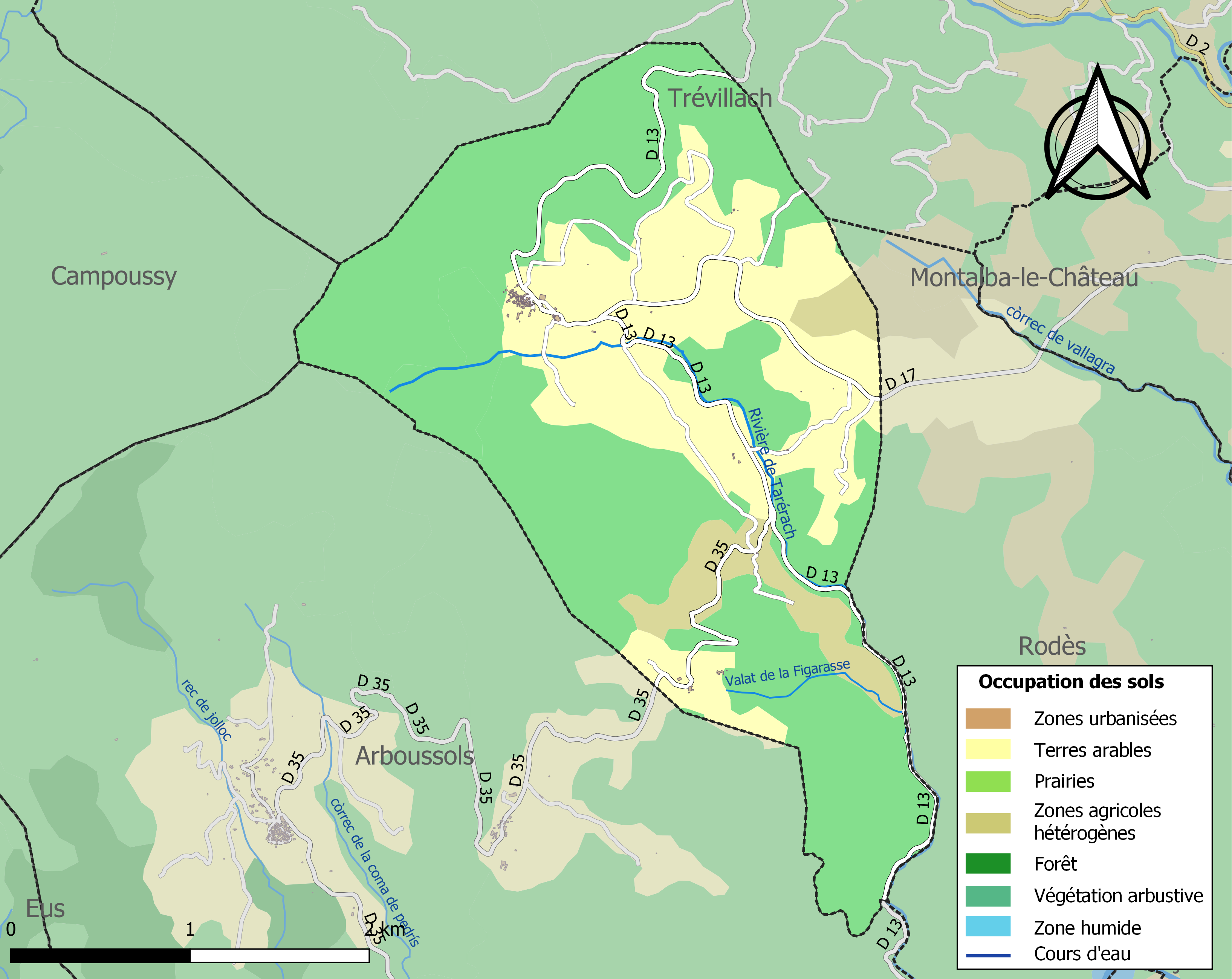
Carte des infrastructures et de l'occupation des sols de la commune en 2018 (CLC).

### Risques majeurs
Le territoire de la commune de Tarerach est vulnérable à différents aléas naturels : inondations, climatiques (grand froid ou canicule), feux de forêts, mouvements de terrains et séisme (sismicité modérée). Il est également exposé à un risque particulier, le risque radon,.

#### Risques naturels

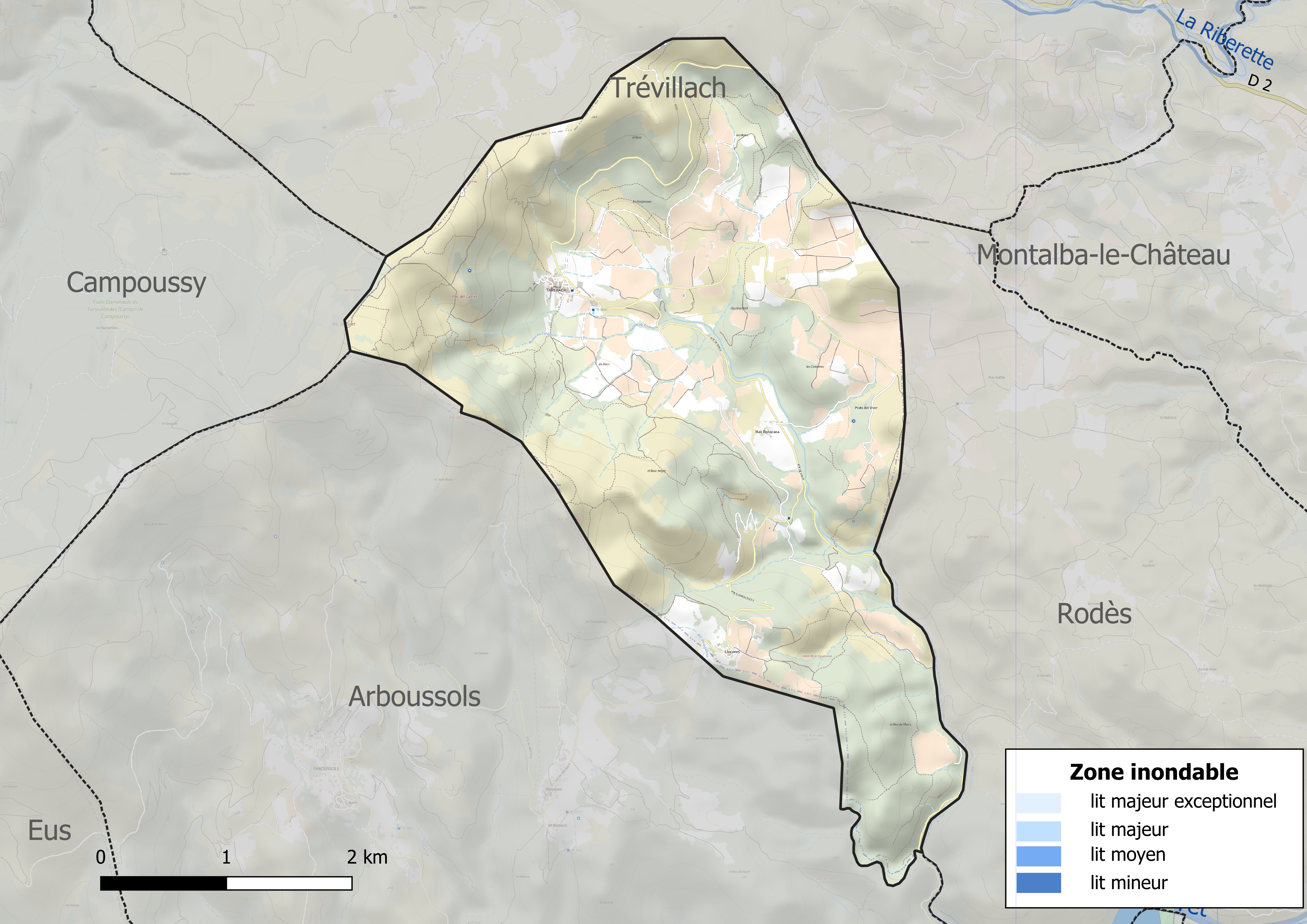
Zones inondables de la commune de Tarerach.

Certaines parties du territoire communal sont susceptibles d’être affectées par le risque d’inondation par crue torrentielle de cours d'eau du bassin de la Têt.
Les mouvements de terrains susceptibles de se produire sur la commune sont soit des glissements de terrains, soit des chutes de blocs.

#### Risque particulier
Dans plusieurs parties du territoire national, le radon, accumulé dans certains logements ou autres locaux, peut constituer une source significative d’exposition de la population aux rayonnements ionisants. Toutes les communes du département sont concernées par le risque radon à un niveau plus ou moins élevé. Selon la classification de 2018, la commune de Tarerach est classée en zone 3, à savoir zone à potentiel radon significatif.

## Toponymie
En catalan, le nom de la commune est Tarerac selon l'Institut d’Estudis Catalan, contre l'avis de Lluís Basseda qui préférait Tarerach.
Le nom apparait pour la première fois en 958 sous la forme Tarasago. Le s devient r (phénomène de rhotacisme) sous l'influence du premier r, aux alentours du XVe siècle. Il a sans doute pour origine le nom d'un propriétaire terrien de l'époque franque, Therasus, auquel a été accolé le suffixe -acum.

## Histoire
Le feu de Tarerach est un incendie qui a détruit 1970 hectares de forêts et garrigues en août 2005, après s'être déclenché sur la commune.

## Politique et administration

### Liste des maires
| Période                                  | Période                     | Identité          | Étiquette | Qualité |
| ---------------------------------------- | --------------------------- | ----------------- | --------- | ------- |
| Les données manquantes sont à compléter. |                             |                   |           |         |
| mars 2001                                | 2014                        | Francis Legentil  |           |         |
| 2014                                     | En cours (au 30 avril 2014) | Jean-Louis Salies |           |         |

## Population et société

### Démographie ancienne
La population est exprimée en nombre de feux (f) ou d'habitants (H).
| 1358 | 1365 | 1378 | 1553 | 1720 | 1767  | 1774 | 1789 |
| ---- | ---- | ---- | ---- | ---- | ----- | ---- | ---- |
| 8 f  | 7 f  | 4 f  | 1 f  | 15 f | 173 H | 41 f | 32 f |

### Démographie contemporaine
L'évolution du nombre d'habitants est connue à travers les recensements de la population effectués dans la commune depuis 1793. Pour les communes de moins de 10 000 habitants, une enquête de recensement portant sur toute la population est réalisée tous les cinq ans, les populations de référence des années intermédiaires étant quant à elles estimées par interpolation ou extrapolation. Pour la commune, le premier recensement exhaustif entrant dans le cadre du nouveau dispositif a été réalisé en 2007.

En 2022, la commune comptait 43 habitants, en évolution de −14 % par rapport à 2016 (Pyrénées-Orientales : +3,92 %, France hors Mayotte : +2,11 %).
| 1793 | 1800 | 1806 | 1821 | 1831 | 1836 | 1841 | 1846 | 1851 |
| ---- | ---- | ---- | ---- | ---- | ---- | ---- | ---- | ---- |
| 151  | 126  | 125  | 158  | 164  | 151  | 147  | 172  | 158  |

| 1856 | 1861 | 1866 | 1872 | 1876 | 1881 | 1886 | 1891 | 1896 |
| ---- | ---- | ---- | ---- | ---- | ---- | ---- | ---- | ---- |
| 134  | 143  | 124  | 109  | 126  | 125  | 130  | 128  | 111  |

| 1901 | 1906 | 1911 | 1921 | 1926 | 1931 | 1936 | 1946 | 1954 |
| ---- | ---- | ---- | ---- | ---- | ---- | ---- | ---- | ---- |
| 108  | 106  | 111  | 96   | 89   | 82   | 89   | 86   | 72   |

| 1962 | 1968 | 1975 | 1982 | 1990 | 1999 | 2006 | 2007 | 2012 |
| ---- | ---- | ---- | ---- | ---- | ---- | ---- | ---- | ---- |
| 74   | 56   | 72   | 52   | 48   | 38   | 55   | 57   | 54   |

| 2017 | 2022 | - | - | - | - | - | - | - |
| ---- | ---- | - | - | - | - | - | - | - |
| 46   | 43   | - | - | - | - | - | - | - |

| selon la population municipale des années : | 1968 | 1975 | 1982 | 1990 | 1999 | 2006 | 2009 | 2013 |
| Rang de la commune dans le département      | 206  | 170  | 215  | 200  | 213  | 204  | 197  | 202  |
| Nombre de communes du département           | 232  | 217  | 220  | 225  | 226  | 226  | 226  | 226  |

### Manifestations culturelles et festivités
- Fête patronale : 30 novembre au 2 décembre[43] ;
- Fêtes communales : 17 janvier et 2e dimanche de juillet[43].

## Économie

### Emploi
|                | 2008   | 2013   | 2018   |
| -------------- | ------ | ------ | ------ |
| Commune        | 8,6 %  | 0 %    | 16 %   |
| Département    | 10,3 % | 12,9 % | 13,3 % |
| France entière | 8,3 %  | 10 %   | 10 %   |

En 2018, la population âgée de 15 à 64 ans s'élève à 24 personnes, parmi lesquelles on compte 56 % d'actifs (40 % ayant un emploi et 16 % de chômeurs) et 44 % d'inactifs,. En 2018, le taux de chômage communal (au sens du recensement) des 15-64 ans est supérieur à celui de la France et du département, alors qu'il était inférieur à celui du département en 2008.
La commune fait partie de la couronne de l'aire d'attraction de Perpignan, du fait qu'au moins 15 % des actifs travaillent dans le pôle,. Elle compte 8 emplois en 2018, contre 8 en 2013 et 22 en 2008. Le nombre d'actifs ayant un emploi résidant dans la commune est de 10, soit un indicateur de concentration d'emploi de 80,4 % et un taux d'activité parmi les 15 ans ou plus de 33,3 %.
Sur ces 10 actifs de 15 ans ou plus ayant un emploi, 6 travaillent dans la commune, soit 60 % des habitants. Pour se rendre au travail, 90 % des habitants utilisent un véhicule personnel ou de fonction à quatre roues et 10 % s'y rendent en deux-roues, à vélo ou à pied.

### Activités hors agriculture
8 établissements sont implantés à Tarerach au 31 décembre 2019.
Le secteur de la construction est prépondérant sur la commune puisqu'il représente 37,5 % du nombre total d'établissements de la commune (3 sur les 8 entreprises implantées à Tarerach), contre 14,3 % au niveau départemental.

### Agriculture
|               | 1988 | 2000 | 2010 | 2020 |
| ------------- | ---- | ---- | ---- | ---- |
| Exploitations | 13   | 10   | 10   | 7    |
| SAU (ha)      | 224  | 189  | 187  | 139  |

La commune est dans le Conflent, une petite région agricole occupant le centre-ouest du département des Pyrénées-Orientales. En 2020, l'orientation technico-économique de l'agriculture  sur la commune est la viticulture. Sept exploitations agricoles ayant leur siège dans la commune sont dénombrées lors du recensement agricole de 2020 (13 en 1988). La superficie agricole utilisée est de 139 ha,,.

## Culture locale et patrimoine

### Langue locale
Anciennement le village était occitanophone mais à partir de la fin du XIXe siècle la langue vernaculaire est le catalan (enquêtes linguistiques de Julien Sacaze, Fritz Krüger et Atlas Linguistique des Pyrénées-Orientales).

### Monuments et lieux touristiques
- La Barraca et le Dolmen 2 du Mas Llussanes, dolmens
- L'église Saint-André de Tarerach, église romane. La Fenêtre décorée sur le côté Sud de la nef a été inscrite au titre des monuments historiques en 1972[47].